# 5305 Bernievolz
5305 Bernievolz eller 1978 VS5 är en asteroid i huvudbältet som upptäcktes den 7 november 1978 av de båda amerikanska astronomerna Eleanor F. Helin och Schelte J. Bus vid Palomarobservatoriet. Den är uppkallad efter Bernard Volz.
Asteroiden har en diameter på ungefär 5 kilometer och den tillhör asteroidgruppen Nysa.